# João Batista dos Mares Guia
João Batista dos Mares Guia (Santa Bárbara, 25 de junho de 1948) é um professor e político brasileiro do estado de Minas Gerais filiado a Rede Sustentabilidade (REDE). 

## Biografia básica
Nascido em Santa Bárbara, na vizinhança de Ouro Preto e de Mariana, Mares Guia é formado em sociologia pela Faculdade de Filosofia e Ciências Humanas da Universidade Federal de Minas Gerais. João Batista, filho de José Maria dos Mares Guia e Judith P. C. dos Mares Guia , possuiu grande destaque nos movimentos estudantis e na resistência contra a ditadura militar.

## Início da trajetória política
Entre os anos de 1967-68, Mares Guia foi líder estudantil universitário em Minas Gerais. Em tempo de ditadura, foi preso em maio de 1968 ao liderar a ocupação da Faculdade de Medicina da UFMG, como um protesto contra a reforma da administração da universidade. Após o assassinato do estudante Edson Luiz pela Polícia Militar do Rio de Janeiro em março de 1968, irromperam grandes passeatas de protesto em todas as capitais do país, que resultou no evento que ficou conhecido como a Passeata dos Cem Mil, na capital carioca. A movimentação popular alarmou o regime civil-militar autoritário, que em pouco tempo iria anunciar o AI-5 pelo governo de Costa e Silva.
Diante seus posicionamentos políticos e lideranças sociais, Mares Guia já passou por detenção dada pelo DOPS durante a ditadura, respondeu à inquéritos policial-militares (IPM) presididos por diferentes nomes como o coronel do Exército Otávio Medeiros, o general Cavalieri e o ministro-chefe do Serviço Nacional de Informações, Coronel Motta. Diante a falta de provas e a consequente libertação de João Batista nestes primeiros processos, este fora para o Rio de Janeiro, abrigado por seu primo Pedro Nava. Depois disso, voltou a capital mineira para liderar o movimento estudantil e, meses mais tarde, em Ibiúna, São Paulo, fui preso durante a realização do 30º Congresso da UNE, em 12 de outubro de 1968, juntamente com mais 900 líderes regionais e nacionais do movimento estudantil, prisão que significou a maior vitória do regime militar contra a resistência à ditadura na perspectiva do governo, gerando, posteriormente, centenas de manifestações da resistência em diferentes estados brasileiros.
João Batista foi um dos membros criadores do Comando de Libertação Nacional (COLINA). Segundo seu depoimento, ele foi capturado pelo regime militar e conduzido à 4ª Companhia de Comunicação do Exército, situada atrás do Colégio Militar, na Pampulha. No local, respondeu ao seu terceiro Inquérito Policial Militar, presidido pelo coronel Motta, com o propósito de comprovar o vínculo à organização guerrilheira. Condenado à um ano e meio de prisão pela oposição ao regime ditatorial, cumpriu o restante da pena no presídio paulista.
No início de 1970, já livre da prisão, exilou-se no Chile. No Chile, onde Mares Guia esteve exilado entre os anos de 1969 e 1972 em função da ditadura militar brasileira, trabalhou na aplicação da reforma agrária durante o governo do presidente Salvador Allende..
Um ano antes da contrarrevolução de setembro de 1973 no Chile, regressou ao Brasil, em outubro de 1972, integrando-se à Guerrilha do Araguaia.

## Imprensa
Na década de 1970, foi um dos apoiadores da criação do jornal Movimento, da chamada imprensa alternativa, convidado por Alberto Dias Duarte, mais conhecido como Betinho, e realizou conferências em universidades brasileiras em defesa de uma Assembleia Nacional Constituinte. 
Mares Guia também participou do corpo de redação do Jornal De Fato, entre outros colaboradores, na edição de outubro de 1976.
Além disso, o político foi um dos fundadores do jornal Em Tempo em 1978, que foi o primeiro a incitar a formação de um partido dos trabalhadores.
Em 1979, João Batista dos Mares Guia foi um dos ganhadores do prêmio Vladimir Herzog de Anistia e Direitos Humanos, com o título Agonia dos presos políticos, publicado no Jornal de Fato.

## PT
João foi deputado estadual de Minas Gerais durante a 10ª legislatura (1983 - 1987), filiado ao Partido dos Trabalhadores (PT) até 1985, quando deixou o partido antes de terminar seu mandato.

## PSDB
Mares Guia foi filiado ao Partido da Social Democracia Brasileira (PSDB), sendo um de seus fundadores em Minas Gerais.
De 1989 a 1994, o ex-deputado foi secretário municipal de educação e secretário municipal de planejamento urbano e do meio ambiente da cidade de Contagem, região metropolitana de Belo Horizonte.
Também entre os anos de 1995 e 1998, Mares Guia assumiu o cargo de secretário-adjunto e secretário da educação de Minas Gerais, durante o governo de Eduardo Azeredo. Durante sua gestão como secretário da educação, João Batista contribuiu na implantação dos programas de formação continuada de professores, pedagogos e diretores escolares, conhecidos como Procap e Procad. O ex-deputado também foi responsável pela criação do programa “Travessia: acertando o passo a caminho da cidadania”, que incentivou os estudos para discentes com defasagem idade/série e para os jovens que então se encontravam fora da escola.
No Brasil, em 1995, frente às controvérsias do governo de Fernando Henrique Cardoso relacionadas à terra, os ativistas do Movimento dos Trabalhadores Rurais Sem Terra passam a se manifestar à favor de políticas efetivas de distribuição e diálogo com os movimentos sociais. Em Minas Gerais, em protesto do interior do estado até a capital de Belo Horizonte, manifestantes e policiais entraram em confronto no trevo rodoviário de Santa Luzia. Diante disso, o evento gerou repercussão negativa ao governo estadual, na época comandado por Eduardo Azeredo. O então governador passou a investir em políticas de negociação e promoveu a criação da Assessoria Especial para Reforma Agrária (AERA), que podia se articular com as secretarias e os poderes legislativo e judiciário em nome do governador, com o objetivo de mediar as demandas sociais imediatas, de forma democrática e parceira à causa da Reforma Agrária. Em 1996, Mares Guia tornou-se assessor de Reforma Agrária do governo, reconhecido por sua articulação e experiência no Chile.

## Atuação recente
Afastou-se da política por vinte anos e, em 2017, filiou-se à Rede Sustentabilidade (REDE).
Disputou o cargo para chefe do executivo no estado em 2018, mas alcançou apenas 0,59% dos votos válidos, dando espaço à disputa de Antonio Anastasia e Romeu Zema no segundo turno, em que Zema saiu vencedor.